# Bored (Deftones)
Bored è un singolo promozionale del gruppo musicale Deftones, pubblicato nel 1995 ed estratto dal primo album in studio Adrenaline.

## Video musicale
Il video mostra all'inizio alcuni ragazzi mentre svolgono delle attività sportive, tra cui alcuni vanno in bicicletta, altri in skateboard o in palestra, alternati a scene in cui il gruppo esegue il brano.
Verso circa la metà del video i ragazzi, che erano passati dal luogo in cui il gruppo eseguiva il pezzo, cominciano a fermarsi e osservare l'esibizione in un ambiente underground.

## Tracce
1. Bored (Album Version) – 4:06

## Formazione
Gruppo
- Chi Cheng – basso, voce
- Abe Cunningham – batteria
- Stephen Carpenter – chitarra, effetti sonori
- Chino Moreno – voce

Produzione
- Deftones – produzione
- Terry Date – produzione, registrazione, missaggio
- Ulrich Wild – registrazione
- Tom Smurdy – assistenza al missaggio
- Ted Jensen – mastering